# Kurdia
Kurdia is een geslacht van rechtvleugeligen uit de familie sabelsprinkhanen (Tettigoniidae). De wetenschappelijke naam van dit geslacht is voor het eerst geldig gepubliceerd in 1916 door Uvarov.

## Soorten
Het geslacht Kurdia omvat de volgende soorten:
- Kurdia nesterovi Uvarov, 1916
- Kurdia uvarovi Karabag, 1975